# Levée en masse

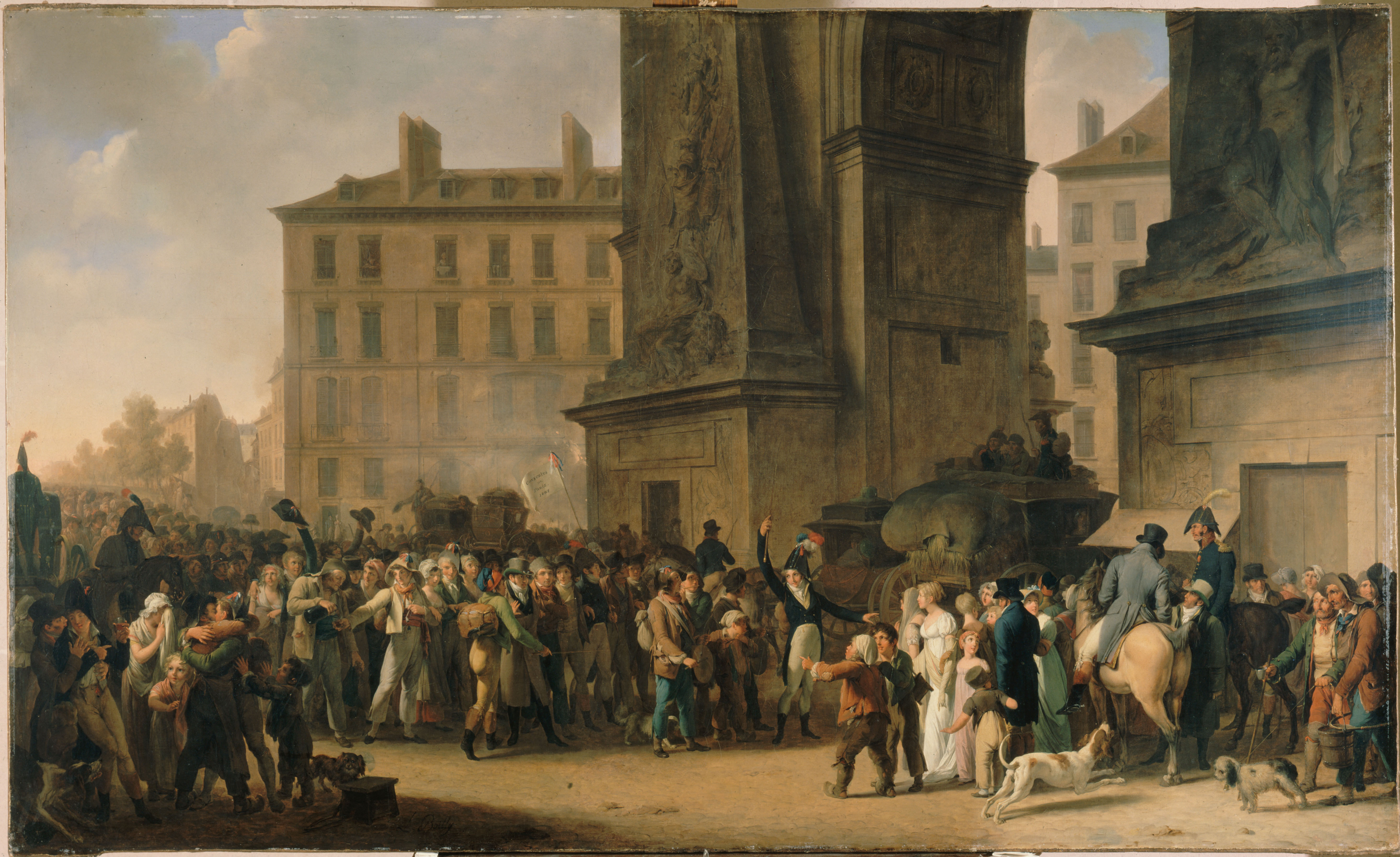
A partida dos conscritos em 1807, por Louis-Léopold Boilly.

Levée en masse ("Levante em massa") é um termo francês para uma política nacional de recrutamento militar em massa, conscrição, muitas vezes em face da invasão.
O conceito se originou durante as Guerras Revolucionárias Francesas, particularmente a de 23 de agosto de 1793, quando homens saudáveis com idade entre 18 e 25 anos foram recrutados. Fazia parte integrante da criação da identidade nacional, tornando-a distinta das formas de recrutamento que existiam antes dessa data.
O termo também é aplicado a outros exemplos históricos de recrutamento em massa.

## Terminologia
O termo levée en masse denota uma requisição de curto prazo de todos os homens aptos para defender a nação e sua ascensão como uma tática militar pode ser vista em conexão com os eventos políticos e a ideologia em desenvolvimento na França revolucionária - particularmente o novo conceito de cidadão democrático em oposição a um súdito real.
Central para o entendimento que se desenvolveu (e foi promovido pelas autoridades) do levée é a ideia de que os novos direitos políticos concedidos à massa do povo francês também criaram novas obrigações para com o Estado. Como a nação agora se entendia como uma comunidade de todos os povos, sua defesa também foi assumida como uma responsabilidade de todos. Assim, a levée en masse foi criada e entendida como um meio de defesa da nação pela nação.
Historicamente, o levée en masse anunciou a era da participação nacional na guerra e substituiu formas restritas de guerra, como as guerras de gabinete (1715-1792), quando exércitos de soldados profissionais lutavam sem a participação geral da população.

## Guerras Revolucionárias Francesas
O primeiro uso moderno de levée en masse ocorreu durante as Guerras Revolucionárias Francesas. Sob o Ancien Régime, tinha havido algum recrutamento (por voto) a uma milícia, milice, para complementar o grande exército permanente em tempos de guerra. Isso foi impopular com as comunidades camponesas nas quais caiu, e foi uma de suas queixas que eles esperavam ser tratada pelos Estados Gerais franceses quando fosse convocada em 1789, para fortalecer a monarquia francesa. Quando, em vez disso, isso levou à Revolução Francesa, a milícia foi devidamente abolida pela Assembleia Nacional.

### Pré-guerra até os primeiros dias da guerra
Já em 1789, os líderes haviam pensado em como iriam sustentar seu exército revolucionário. Em dezembro, Dubois de Crancé, que era "um homem de esquerda" e "um militar, tendo servido como mosqueteiro do rei", falou à Assembleia Nacional em nome de seu comitê militar. Ele pediu "um exército popular, recrutado por conscrição universal, do qual não poderia haver escapatória pela compra de um substituto". Ele disse à Convenção Nacional: "E então eu digo que em uma nação que busca ser livre, mas que está cercada por vizinhos poderosos e crivada de facções secretas e inflamadas, todo cidadão deve ser um soldado e todo soldado deve ser um cidadão, se a França não quiser ser totalmente obliterado". No entanto, o Comitê não estava pronto para promulgar o recrutamento, e não o faria até que os terríveis déficits de guerra exigissem mais homens.
A progressão da Revolução produziu atrito entre a França e seus vizinhos europeus, que se decidiram a invadir a França para restaurar a monarquia. A guerra com a Prússia e a Áustria começou em abril de 1792. Decretos como o de 19 de novembro de 1792 refletem o fato de que "os deputados não estavam com disposição para cautela". O decreto da Convenção afirmava que: "A Convenção Nacional declara, em nome da nação francesa, que concederá fraternidade e assistência a todos os povos que desejem recuperar sua liberdade, e instrui o Poder Executivo a dar as ordens necessárias aos generais para prestar assistência a esses povos e defender seus cidadãos. que foram - ou podem ser - perseguidos por seu apego à causa da liberdade. A Convenção Nacional decreta ainda que o Poder Executivo ordene aos generais a impressão e distribuição deste decreto em todas as várias línguas e em todos os vários países de que tenham tomado posse". O seu decreto foi assinalado a potências estrangeiras, nomeadamente Grã-Bretanha, que a França estava decidida a conquistar, não apenas a reforma política de suas próprias terras.
O exército francês naquela época continha uma mistura do que restava do antigo exército profissional e voluntários. Esse grupo desorganizado se espalhou e, em fevereiro de 1793, o novo regime precisava de mais homens, de modo que a Convenção Nacional aprovou um decreto em 24 de fevereiro permitindo a arrecadação nacional de cerca de 300 000 com cada departamento francês para fornecer uma cota de recrutas. Em março de 1793, a França estava em guerra com a Áustria, Prússia, Espanha, Grã-Bretanha, Piemonte e as Províncias Unidas. A introdução do recrutamento para Levy na Vendéia, uma região política e religiosamente conservadora, adicionada ao descontentamento local com outras diretivas revolucionárias emanadas de Paris, e em 11 de março a Vendée explodiu em guerra civil - poucos dias após a França declarar guerra à Espanha e aumentar ainda mais a força de trabalho limitada dos exércitos franceses.
Em resposta a esta situação desesperadora, em guerra com Estados europeus e insurreição, os peticionários de Paris e os fédérés exigiram que a Convenção promulgasse uma levée en masse. Em resposta, o Convencional Bertrand Barère pediu à Convenção que "decretasse a declaração solene de que o povo francês se levantaria como um todo pela defesa de sua independência". A Convenção atendeu ao pedido de Barere em 16 de agosto, quando afirmaram que o levée en masse seria promulgado.

### Levée en masse decretada

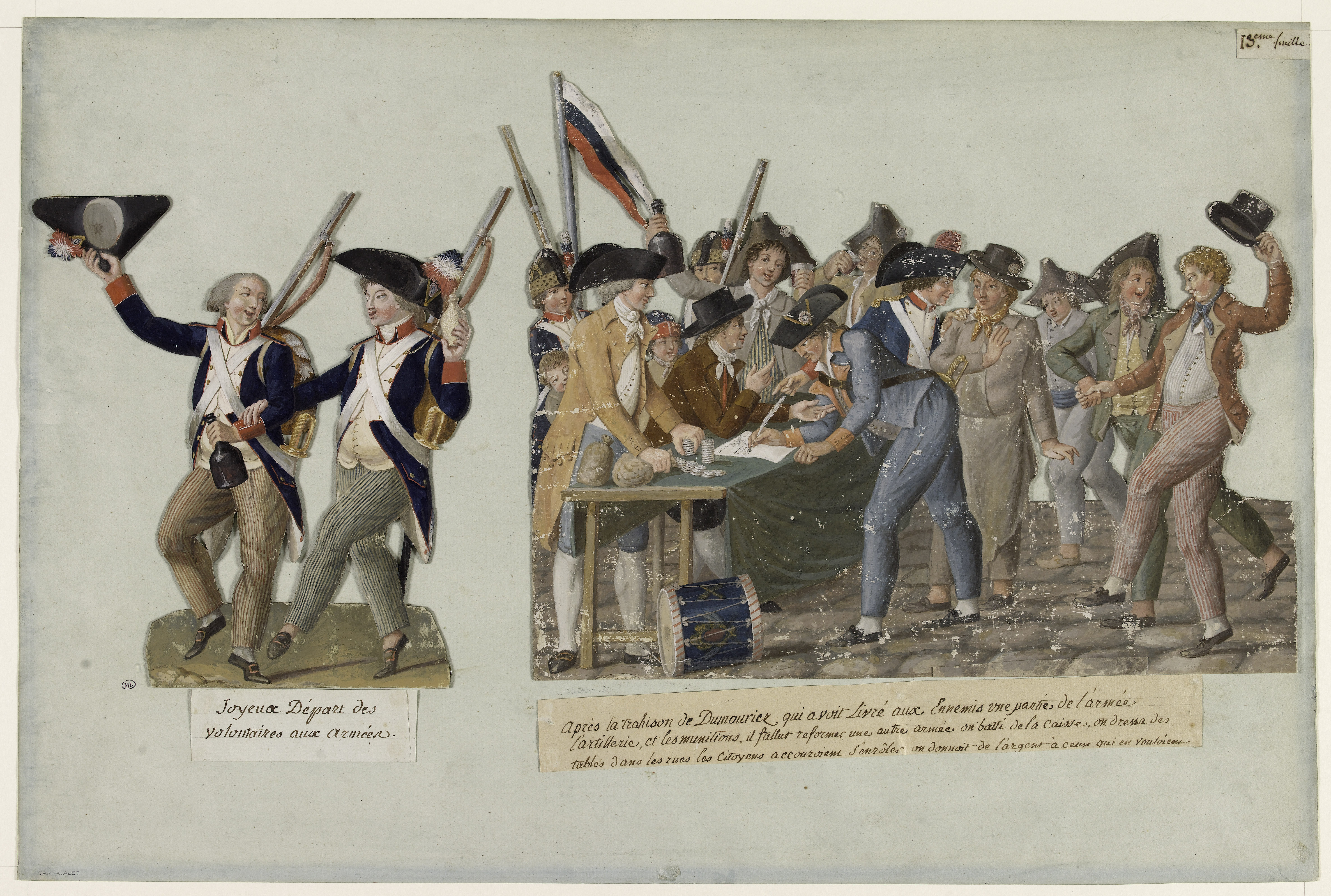
Levée em massa em 1793

O decreto foi promulgado pela Convenção Nacional em 23 de agosto de 1793, tendo sido redigido por Barère em conjunto com Carnot. O decreto dizia em termos retumbantes, começando: "Deste momento até que seus inimigos tenham sido expulsos do solo da República, todos os franceses estão em requisição permanente para os serviços dos exércitos. Os jovens lutarão; o os casados forjarão armas e provisões de transporte; as mulheres farão tendas e roupas e servirão nos hospitais; os filhos transformarão fiapos velhos em linho; os velhos se dirigirão às praças públicas a fim de despertar a coragem dos guerreiros e pregam o ódio aos reis e a unidade da República".
Todos os homens aptos e solteiros entre 18 e 25 anos foram requisitados com efeito imediato para o serviço militar. Isso aumentou significativamente o número de homens no exército, atingindo um pico de cerca de 1 500 000 em setembro de 1794, embora a força de combate real provavelmente não atingisse mais de 800 000. Além disso, como sugere o decreto, grande parte da população civil estava voltada para o apoio aos exércitos por meio da produção de armamentos e outras indústrias de guerra, bem como do fornecimento de alimentos e provisões para o front. Como disse Barère, "... todos os franceses, ambos os sexos, todas as idades são chamados pela nação para defender a liberdade".

## Texto dolevée en masseda Revolução Francesa
Levée en Masse traduzido e resumido:

1. Doravante, até que os inimigos sejam expulsos do território da república, o povo francês está em requisição permanente para o serviço militar. Os jovens irão para a batalha; os homens casados forjarão armas e provisões de transporte; as mulheres farão tendas e roupas e servirão nos hospitais; as crianças transformarão o linho velho em fiapo; os velhos se dirigirão aos lugares públicos, para estimular a coragem dos guerreiros e pregar a unidade da República e o ódio aos reis.
2. Os edifícios nacionais serão convertidos em quartéis; lugares públicos em oficinas de armamento; o solo das caves deve ser lavado com soda cáustica para extrair o salitre.
3. Armas do calibre serão entregues exclusivamente aos que marcham contra o inimigo; o serviço do interior será realizado com peças de caça e sabres.
4. Cavalos de sela são chamados para completar o corpo de cavalaria; cavalos de tração, que não sejam empregados na agricultura, devem transportar artilharia e provisões
5. A Comissão de Segurança Pública está encarregada de tomar todas as medidas necessárias para estabelecer, sem demora, uma fabricação especial de armas de todo tipo, em harmonia com o élan e a energia do povo francês. Para tanto, fica autorizada a constituição de todos os estabelecimentos, oficinas, oficinas e fábricas julgadas necessárias à execução de tais obras, bem como a requisição para tal fim, em toda a extensão da República, os artistas e operários que venham a contribuir para a seu sucesso. Para tal, uma soma de 30 000 000 retirada dos 498 200 000 livres em assignats em reserva no "Fundo das Três Chaves", será colocada à disposição do Ministro da Guerra (Carnot). O estabelecimento central da referida manufatura especial será estabelecido em Paris.
6. Os representantes do povo despachado para a execução da presente lei terão igual autoridade nos respectivos distritos, agindo em concertação com a Comissão de Segurança Pública ; eles são investidos com os poderes finais atribuídos aos representantes do povo com exércitos.
7. Ninguém pode obter substituto para o serviço para o qual foi convocado. Os funcionários públicos permanecerão em seus cargos.
8. A taxa é geral. Cidadãos solteiros ou viúvos sem filhos, de dezoito a vinte e cinco anos, devem ir primeiro; devem reunir-se, sem demora, na sede de seus distritos, onde praticarão diariamente o exercício manual, enquanto aguardam a hora da partida.
9. Os representantes do povo regularão as convocatórias e marchas para que os cidadãos armados cheguem aos pontos de montagem apenas na medida em que existam em proporção suficiente os suprimentos, as munições e tudo o que constitui a parte material do exército.
10. Os pontos de reunião serão determinados pelas circunstâncias e designados pelos representantes do povo despachado para a execução do presente decreto, a conselho dos generais, em cooperação com o Comitê de Segurança Pública e o Conselho Executivo provisório.
11. O batalhão organizado em cada distrito será unido sob uma bandeira com a inscrição: O povo francês se levantou contra os tiranos.
12. Esses batalhões serão organizados de acordo com decretos estabelecidos, e sua remuneração será a mesma dos batalhões de fronteira.
13. Para o abastecimento em quantidade suficiente, os agricultores e administradores das propriedades nacionais depositam os produtos dessa propriedade, em grão, na sede dos respectivos distritos.
14. Proprietários, fazendeiros e outros possuidores de grãos deverão pagar, em espécie, impostos atrasados, mesmo os dois terços dos de 1793, sobre os rolos que serviram para efetuar o último pagamento.
15. [Os artigos 15 e 16 nomeiam assistentes para os Deputados em Missão - entre eles Chabot e Tallien - e dão ordens aos enviados das assembleias primárias a respeito da missão atribuída a eles.]
16. O ministro da Guerra é responsável por tomar todas as medidas necessárias para a pronta execução do presente decreto; uma quantia de 50 000 000 dos 498 000 000 de livres em assignats no “Fundo das Três Chaves” será colocada à sua disposição pelo Tesouro Nacional.
17. O presente decreto será comunicado aos departamentos por mensageiros especiais.

## Conscrição
De acordo com o historiador Howard G. Brown, “A reação de pânico do estado francês a uma crise que ele mesmo criou logo levou a um aumento excessivo das forças armadas. As forças inimigas consistiam em não mais do que 81 000 austríacos e prussianos, apoiados por 6 000 hessianos e alguns milhares de emigrados. Contra essas forças mesquinhas, a França decidiu mobilizar um exército de 450 000 homens, maior do que qualquer exército que a Europa já viu”, Dependendo da fonte, o número exato de recrutados varia de 750 000 a cerca de 800 000. No entanto, os valores não podem ser verificados e é uma estimativa reconstruída porque o Governo francês não estava em posição de fornecer dados precisos na altura. Uma fonte afirma que os números oficiais em fevereiro de 1793, eram 361 000 homens, em janeiro de 1794, eram 670 900 homens, em abril de 1794, 842 300, com o máximo alcançado em setembro de 1794, 1 108 300. “No entanto, esses números valem muito pouco”. Os números "designavam todos os que estavam nas listas como mantidos às custas do estado, incluindo, portanto, todos os deficientes por doença, captura ou mesmo deserção... O melhor palpite parece ser que cerca de 800 000 estavam disponíveis para serviço ativo” em 1794. Outras fontes fornecem estimativas de que cerca de 750 000 homens serviam ativamente no exército francês. “A Comissão de Exércitos sozinha não conseguia identificar os exércitos, muito menos sua localização ou força”. Além disso, houve muitos indivíduos que desertaram do exército, mas o número exato de indivíduos que desertaram também é uma estimativa baseada no número de indivíduos que foram capturados ou voltaram para a França devido às leis de anistia.
Ao examinar a composição do exército francês como um todo, a maioria dos indivíduos no exército consistia na classe camponesa, camponesa, em contraste com os trabalhadores ricos e urbanos que receberam privilégios e isenções especiais. Os ricos podiam comprar remplaçants, substitutos, pagando aos homens mais pobres que precisavam do dinheiro para tomar seus lugares. Homens que trabalhavam em escritórios na cidade também estavam isentos de servir no exército francês, assim como homens que sabiam ler e escrever e que trabalhavam no governo. A composição geral do exército foi distribuída de forma desigual entre as diferentes regiões da França. O Levée esperava que um homem fosse recrutado para cada 138 habitantes. No entanto, na realidade, cada região não seguiu essa regra de recrutamento. Houve departamentos que recrutaram mais indivíduos como Puy-de-Dôme, Haute-Loire e Yonne, localizados mais no centro da França enquanto outras áreas enviaram menos do que o esperado, como Sena, Ródano e Baixos-Pirenéus - todos localizado mais longe da capital da França, longe dos problemas do governo central.
Muitos indivíduos recrutados pelos franceses desertaram, fugindo de seu dever de lutar pela França sem permissão, na esperança de nunca serem pegos. Havia estimativas aproximadas do número de indivíduos que desertaram durante o tempo do Levée en Masse, mas devido a muitos fatores, como a incapacidade de controlar e controlar todos os exércitos ou diferenciar entre homens com nomes semelhantes, o número exato é pouco claro. Em 1800, o Ministro da Guerra (Carnot) relatou que havia 175 000 desertores com base no número de indivíduos que buscaram os benefícios após a anistia instituída. Da mesma forma que as proporções de homens enviados variavam dependendo da região em que viviam, o mesmo se aplicava aos desertores.
O historiador Hargenvillier produziu uma análise estatística detalhada da porcentagem de deserções que flanqueou aquele departamento específico de 1798 a 1804. Na esperança de mostrar que, como os levées anteriores que foram propostos pelo governo francês em uma tentativa de aumentar o número de tropas, houve reações diferentes dependendo da região. Havia regiões onde havia pouca ou nenhuma resistência ao levée e nenhuma grande quantidade de desertores, enquanto outras regiões tinham quase 60% de desertores.

## Reação popular
Apesar de toda a retórica, a levée en masse não era popular; a deserção e a evasão eram altas. No entanto, o esforço foi suficiente para virar a maré da guerra, e não houve necessidade de nenhum novo alistamento até 1797, quando um sistema mais permanente de entradas anuais foi instituído. Um efeito do levée en masse foi a criação de um exército nacional na França, composto de cidadãos, em vez de um exército totalmente profissional, como era a prática padrão da época.
Seu principal resultado, proteger as fronteiras francesas contra todos os inimigos, surpreendeu e chocou a Europa. A levée en masse também foi eficaz porque, ao colocar em campo muitos homens, mesmo sem treinamento, exigia que os oponentes da França tripulassem todas as fortalezas e expandissem seus próprios exércitos permanentes, muito além de sua capacidade de pagar soldados profissionais.
O levée en masse também ofereceu muitas oportunidades para pessoas não treinadas que pudessem demonstrar sua proficiência militar, permitindo que o exército francês construísse um grupo oficial forte e um quadro não comissionado.
Embora não seja uma ideia nova - veja, por exemplo, pensadores tão diversos como Platão e o advogado e lingüista Sir William Jones (que pensava que todo homem adulto deveria estar armado com um mosquete às custas do governo) - a prática real de um levée em massa era rara antes a revolução Francesa. O levée foi um desenvolvimento chave na guerra moderna e levaria a exércitos cada vez maiores a cada guerra sucessiva, culminando nos enormes conflitos da Primeira Guerra Mundial e da Segunda Guerra Mundial durante a primeira metade do século XX.